# Kepler-1298b
Kepler-1298b es un planeta extrasolar que forma parte de un sistema planetario formado por al menos un planeta. Orbita la estrella denominada Kepler-1298. Fue descubierto en el año 2016 por la sonda Kepler por medio de tránsito astronómico.